# تيم غوللي
تيم غوللي (بالألمانية: Timm Golley)‏ (17 فبراير 1991 بدينسلاكن في ألمانيا - ) هو لاعب كرة قدم ألماني في مركز الهجوم. لعب مع إف إس في فرانكفورت وفورتونا دوسلدورف وفيهين فيسبادن و و.

## وصلات خارجية
- تيم غوللي على موقع قاعدة بيانات كرة القدم.إي يو (الإنجليزية)
- تيم غوللي على موقع بيانات كرة القدم. دي إي (الألمانية)
- تيم غوللي على موقع Soccerway.com (الإنجليزية)
- تيم غوللي على موقع عالم كرة القدم.نت (الإنجليزية)